# Caribische ruwhaai
De Caribische ruwhaai (Oxynotus caribbaeus) is een vis uit de familie van Oxynotidae, orde van doornhaaiachtigen (Squaliformes). De vis kan een lengte bereiken van 49 centimeter.

## Leefomgeving
De Caribische ruwhaai is een zoutwatervis. De soort komt voor in diep water in de Atlantische Oceaan op een diepte van 402 tot 457 meter.

## Relatie tot de mens
De Caribische ruwhaai is voor de visserij van geen belang. In de hengelsport wordt er weinig op de vis gejaagd.